# Brejo Santo
Brejo Santo é um município brasileiro do estado do Ceará, localizado na microrregião de Brejo Santo e mesorregião do Sul Cearense.

## História
As terras localizada no sopé da Chapada do Araripe, eram habitadas pelos índios Kariri, antes da chegada das entradas no interior brasileiro durante o século XVII.[carece de fontes?]
Os integrantes das entradas, militares e religiosos, mantiveram os primeiros contatos com os nativos, estudaram toda a região dos cariris, catequizaram os indígenas e os agruparam em aldeamentos ou missões.
Os resultados destes contatos e descobrimentos desencadearam notícias que na região tinha ouro em abundância e em  seguida desencadeou-se uma verdadeira corrida para os sertões brasileiros, onde famílias oriundas de Portugal, sonhando com as riquezas de terras inexploradas e com a esperança de encontrar o minério, que as levariam a aumentar o seu patrimônio material, além de aumentar o seu prestigio pessoal com a corte portuguesa.[carece de fontes?]
A busca do metal precioso, nas ribanceiras do rio Salgado, trouxe para a região do Sertão do Cariri, a colonização e com consequência a doação de sesmarias, o que permitiu o surgimento de lugarejos e vilas. Brejo Santo como núcleo urbano surgiu neste contexto, ao redor de uma fazenda.
No ano de 1858 existia, onde hoje se situa a cidade de Brejo Santo, duas casas: uma propriedade do Coronel Aristides Cardoso dos Santos e uma pertencente a viúva de Antonio José de Sousa, Senhorinha Pereira Lima, onde o tropeiro se abastecia de farinha, arroz, fumo, bebida, descansava os animais e depois partia em rumo de Jardim.[carece de fontes?]
Neste mesmo ano, chegou a Brejo Santo, o Coronel Clementino Cavalcanti, José Francisco da Silva, sua esposa Ana Maria Gomes da Silva e seus filhos. Pouco a pouco, o povoado foi crescendo, surgindo novas casas, bodegas e com uma tendência sempre ascendente de desenvolvimento, foi concedido os Foros do Distrito. Por iniciativa de Basílio Gomes da Silva, filho de José Francisco da Silva, foi enviada uma carta a Dr. Antônio Luiz dos Santos solicitando a criação da freguesia de Brejo dos Santos. Com a Lei Provincial número 1.708, de 25 de julho de 1876, criou-se a paróquia, separando, assim, das paróquias de cidades vizinhas, entretanto, somente em 02 de setembro de 1877 é que o Padre Francisco Lopes Abath chegou à cidade.[carece de fontes?]
Com a frequente expansão populacional e comercial, Brejo dos Santos tornou-se vila pelo decreto número 49, de 26 de agosto de 1890, de autoria do Governador do Estado, Coronel Luiz Antônio Ferraz, criando, assim, a "Villa de Brejo dos Santos”. Finalmente, a vila passou a cidade pelo Decreto-Lei Estadual número 448, de 20 de dezembro de 1938, com o topônimo simplificado de Brejo Santo.
A cidade de Brejo Santo somente tomou a configuração física dos dias atuais com a Lei número 1.153, de 22 de novembro de 1951, ficando, por conseguinte, assim constituído: Brejo Santo (Sede do Município) São Felipe e Poço (Distritos), perdendo com a referida lei o distrito de Porteiras, que passou a configuração de cidade.

## Geografia

### Clima
O município está incluído na área geográfica de abrangência do semiárido brasileiro, definida pelo Ministério da Integração Nacional em 2005. Esta delimitação tem como critérios o índice pluviométrico, o índice de aridez e o risco de seca.
| Dados climatológicos para Brejo Santo | Dados climatológicos para Brejo Santo | Dados climatológicos para Brejo Santo | Dados climatológicos para Brejo Santo | Dados climatológicos para Brejo Santo | Dados climatológicos para Brejo Santo | Dados climatológicos para Brejo Santo | Dados climatológicos para Brejo Santo | Dados climatológicos para Brejo Santo | Dados climatológicos para Brejo Santo | Dados climatológicos para Brejo Santo | Dados climatológicos para Brejo Santo | Dados climatológicos para Brejo Santo | Dados climatológicos para Brejo Santo |
| Mês                                   | Jan                                   | Fev                                   | Mar                                   | Abr                                   | Mai                                   | Jun                                   | Jul                                   | Ago                                   | Set                                   | Out                                   | Nov                                   | Dez                                   | Ano                                   |
| ------------------------------------- | ------------------------------------- | ------------------------------------- | ------------------------------------- | ------------------------------------- | ------------------------------------- | ------------------------------------- | ------------------------------------- | ------------------------------------- | ------------------------------------- | ------------------------------------- | ------------------------------------- | ------------------------------------- | ------------------------------------- |
| Temperatura máxima média (°C)         | 31,6                                  | 30,7                                  | 29,8                                  | 29,2                                  | 28,4                                  | 28,1                                  | 28,3                                  | 29,6                                  | 31,1                                  | 32,1                                  | 32,4                                  | 32,1                                  | 30,3                                  |
| Temperatura média (°C)                | 26,3                                  | 25,9                                  | 25,3                                  | 24,9                                  | 23,9                                  | 23,2                                  | 23                                    | 23,8                                  | 25,1                                  | 26                                    | 26,6                                  | 26,5                                  | 25                                    |
| Temperatura mínima média (°C)         | 21,1                                  | 21,1                                  | 20,9                                  | 20,6                                  | 19,5                                  | 18,3                                  | 17,7                                  | 18                                    | 19,1                                  | 20                                    | 20,8                                  | 21                                    | 19,8                                  |
| Precipitação (mm)                     | 121                                   | 174                                   | 211                                   | 154                                   | 38                                    | 22                                    | 12                                    | 4                                     | 7                                     | 19                                    | 35                                    | 69                                    | 866                                   |
| Fonte: Climate-Data.org               |                                       |                                       |                                       |                                       |                                       |                                       |                                       |                                       |                                       |                                       |                                       |                                       |                                       |

| Dados climatológicos para Brejo Santo (Poço) | Dados climatológicos para Brejo Santo (Poço) | Dados climatológicos para Brejo Santo (Poço) | Dados climatológicos para Brejo Santo (Poço) | Dados climatológicos para Brejo Santo (Poço) | Dados climatológicos para Brejo Santo (Poço) | Dados climatológicos para Brejo Santo (Poço) | Dados climatológicos para Brejo Santo (Poço) | Dados climatológicos para Brejo Santo (Poço) | Dados climatológicos para Brejo Santo (Poço) | Dados climatológicos para Brejo Santo (Poço) | Dados climatológicos para Brejo Santo (Poço) | Dados climatológicos para Brejo Santo (Poço) | Dados climatológicos para Brejo Santo (Poço) |
| Mês                                          | Jan                                          | Fev                                          | Mar                                          | Abr                                          | Mai                                          | Jun                                          | Jul                                          | Ago                                          | Set                                          | Out                                          | Nov                                          | Dez                                          | Ano                                          |
| -------------------------------------------- | -------------------------------------------- | -------------------------------------------- | -------------------------------------------- | -------------------------------------------- | -------------------------------------------- | -------------------------------------------- | -------------------------------------------- | -------------------------------------------- | -------------------------------------------- | -------------------------------------------- | -------------------------------------------- | -------------------------------------------- | -------------------------------------------- |
| Temperatura máxima média (°C)                | 31,4                                         | 30,6                                         | 29,7                                         | 29                                           | 28,1                                         | 27,5                                         | 27,5                                         | 28,7                                         | 30,4                                         | 31,6                                         | 32                                           | 31,9                                         | 29,9                                         |
| Temperatura média (°C)                       | 26                                           | 25,7                                         | 25,1                                         | 24,6                                         | 23,7                                         | 22,7                                         | 22,3                                         | 23,1                                         | 24,5                                         | 25,5                                         | 26,1                                         | 26,2                                         | 24,6                                         |
| Temperatura mínima média (°C)                | 20,7                                         | 20,8                                         | 20,6                                         | 20,3                                         | 19,3                                         | 17,9                                         | 17,2                                         | 17,5                                         | 18,7                                         | 19,5                                         | 20,3                                         | 20,6                                         | 19,4                                         |
| Precipitação (mm)                            | 125                                          | 165                                          | 196                                          | 162                                          | 36                                           | 24                                           | 14                                           | 3                                            | 8                                            | 17                                           | 29                                           | 64                                           | 843                                          |
| Fonte: Climate-Data.org                      |                                              |                                              |                                              |                                              |                                              |                                              |                                              |                                              |                                              |                                              |                                              |                                              |                                              |

| Dados climatológicos para Brejo Santo (São Filipe) | Dados climatológicos para Brejo Santo (São Filipe) | Dados climatológicos para Brejo Santo (São Filipe) | Dados climatológicos para Brejo Santo (São Filipe) | Dados climatológicos para Brejo Santo (São Filipe) | Dados climatológicos para Brejo Santo (São Filipe) | Dados climatológicos para Brejo Santo (São Filipe) | Dados climatológicos para Brejo Santo (São Filipe) | Dados climatológicos para Brejo Santo (São Filipe) | Dados climatológicos para Brejo Santo (São Filipe) | Dados climatológicos para Brejo Santo (São Filipe) | Dados climatológicos para Brejo Santo (São Filipe) | Dados climatológicos para Brejo Santo (São Filipe) | Dados climatológicos para Brejo Santo (São Filipe) |
| Mês                                                | Jan                                                | Fev                                                | Mar                                                | Abr                                                | Mai                                                | Jun                                                | Jul                                                | Ago                                                | Set                                                | Out                                                | Nov                                                | Dez                                                | Ano                                                |
| -------------------------------------------------- | -------------------------------------------------- | -------------------------------------------------- | -------------------------------------------------- | -------------------------------------------------- | -------------------------------------------------- | -------------------------------------------------- | -------------------------------------------------- | -------------------------------------------------- | -------------------------------------------------- | -------------------------------------------------- | -------------------------------------------------- | -------------------------------------------------- | -------------------------------------------------- |
| Temperatura máxima média (°C)                      | 30,3                                               | 29,3                                               | 28,4                                               | 27,8                                               | 27,2                                               | 27,1                                               | 27,3                                               | 28,6                                               | 30,1                                               | 31                                                 | 31,2                                               | 30,9                                               | 29,1                                               |
| Temperatura média (°C)                             | 25,1                                               | 24,6                                               | 24                                                 | 23,5                                               | 22,8                                               | 22,2                                               | 21,9                                               | 22,7                                               | 24,1                                               | 24,9                                               | 25,4                                               | 25,3                                               | 23,9                                               |
| Temperatura mínima média (°C)                      | 20                                                 | 19,9                                               | 19,7                                               | 19,3                                               | 18,4                                               | 17,3                                               | 16,6                                               | 16,9                                               | 18,1                                               | 18,9                                               | 19,7                                               | 19,3                                               | 18,7                                               |
| Precipitação (mm)                                  | 138                                                | 194                                                | 250                                                | 169                                                | 50                                                 | 28                                                 | 17                                                 | 6                                                  | 8                                                  | 22                                                 | 40                                                 | 76                                                 | 983                                                |
| Fonte: Climate-Data.org                            |                                                    |                                                    |                                                    |                                                    |                                                    |                                                    |                                                    |                                                    |                                                    |                                                    |                                                    |                                                    |                                                    |

## Demografia

### População
Segundo o Censo 2022 do Instituto Brasileiro de Geografia e Estatística (IBGE), a população do município de Brejo Santo era de 51 090 habitantes. Já segundo a estimativa de 2024 do IBGE, a população era de 53 778 habitantes.